# Jivaka Kumar Bhaccha
Jivaka Kumar Bhaccha, auch Shivago Komarpaj (* um 540 v. Chr., vermutlich in Rajagriha), gilt als Begründer der traditionellen Thai-Massage.

## Leben
Über den Zeitpunkt der Geburt von Jivaka Kumar Bhaccha und seine Ausbildung gibt es viele unterschiedliche Versionen. Als einigermaßen gesichert gilt, dass er wohl um 540 v. Chr. in Rajagriha, dem heutigen Rajgir im Süden von Bihar geboren wurde. Einigen Überlieferungen zufolge soll er der Sohn von König Bimbisara gewesen sein. Andere Quellen besagen, dass er als Findelkind am Königshof aufgewachsen sei. Eine medizinische Ausbildung soll er in Taxila von Atreya erhalten haben, einem Nachkommen von Atri.
Zu Lebzeiten des Buddha soll Bhacha ein bedeutender Arzt im Königreich Magadha (das im heutigen Indien liegt) gewesen sein und den Buddha persönlich gekannt und behandelt haben. In der Tipitaka, einer bedeutenden Schriftensammlung des Buddhismus, findet er wiederholt Erwähnung, ebenso in der Vinayapitaka.
Buddha soll Bhaccha zusammen mit Vajradhara in das Himalaya geschickt haben, um dort medizinische Zutaten zu besorgen. Nach der Rückkehr soll Buddha ihn von seinem Stolz kuriert haben, indem er ihm Zutaten erklärte, die dieser zuvor nicht gekannt hatte. Daraufhin soll Bhacca die Vier Edlen Wahrheiten des Theravada in Zusammenhang mit seinen Anschauungen verkündet haben:
- die edle Wahrheit über das Leiden (Krankheit)
- die edle Wahrheit über die Entstehung des Leidens
- die edle Wahrheit über die Beendigung von Leiden (Gesundheit)
- die edle Wahrheit über den Pfad der Ausübung, der zur Beendigung des Leidens führt (Medizin)

In der Thai-Medizin spielt Baccha als Gründerfigur noch heute eine große Rolle. Seine Lehre teilt den menschlichen Körper von unten nach oben in drei Bereiche auf: Körper, Energie und Seele.